# Kilimán, Zala
Kilimán  este un sat în districtul Nagykanizsa, județul Zala, Ungaria, având o populație de 246 de locuitori (2011). 

## Demografie
Componența etnică a satului Kilimán
     Maghiari (86,96%)
     Romi (10,67%)
     Români (1,19%)
     Germani (1,19%)
Componența confesională a satului Kilimán
     Romano-catolici (84,96%)
     Necunoscută (15,04%)
Conform recensământului din 2011, satul Kilimán avea 246 de locuitori. Din punct de vedere etnic, majoritatea locuitorilor (86,96%) erau maghiari, existând și minorități de romi (10,67%), români (1,19%) și germani (1,19%).  Din punct de vedere confesional, majoritatea locuitorilor (84,96%) erau romano-catolici. Pentru 15,04% din locuitori nu este cunoscută apartenența confesională.